# Seen Between the Lines
A Seen Between the Lines a Testament nevű thrash metal együttes első videófilmje, amelyet 1991-ben adtak ki VHS-en. A videón koncertfelvételek, interjúrészletek, színpad mögötti jelenetek és hivatalos videóklipek láthatóak. DVD-n 2006-ban jelent meg.

## Dalok
Koncertfelvételek
1. Eerie Inhabitants – 4:00
2. Abcence of Light – 3:45
3. Greenhouse Effect – 3:50
4. Souls of Black – 2:35
5. Sins of Omission – 4:20
6. Disciples of the Watch – 4:15

Videóklipek
1. Nobody's Fault (Aerosmith feldolgozás) – 5:00
2. Practice What You Preach – 5:03
3. Souls of Black – 3:29
4. The Legacy – 4:36

## Közreműködők
- Chuck Billy – ének
- Eric Peterson – gitár
- Alex Skolnick – szólógitár
- Greg Christian – basszusgitár
- Louie Clemente – dob

## Külső hivatkozások
- Testament hivatalos honlap
- Testament myspace oldal